# Launched Coaster

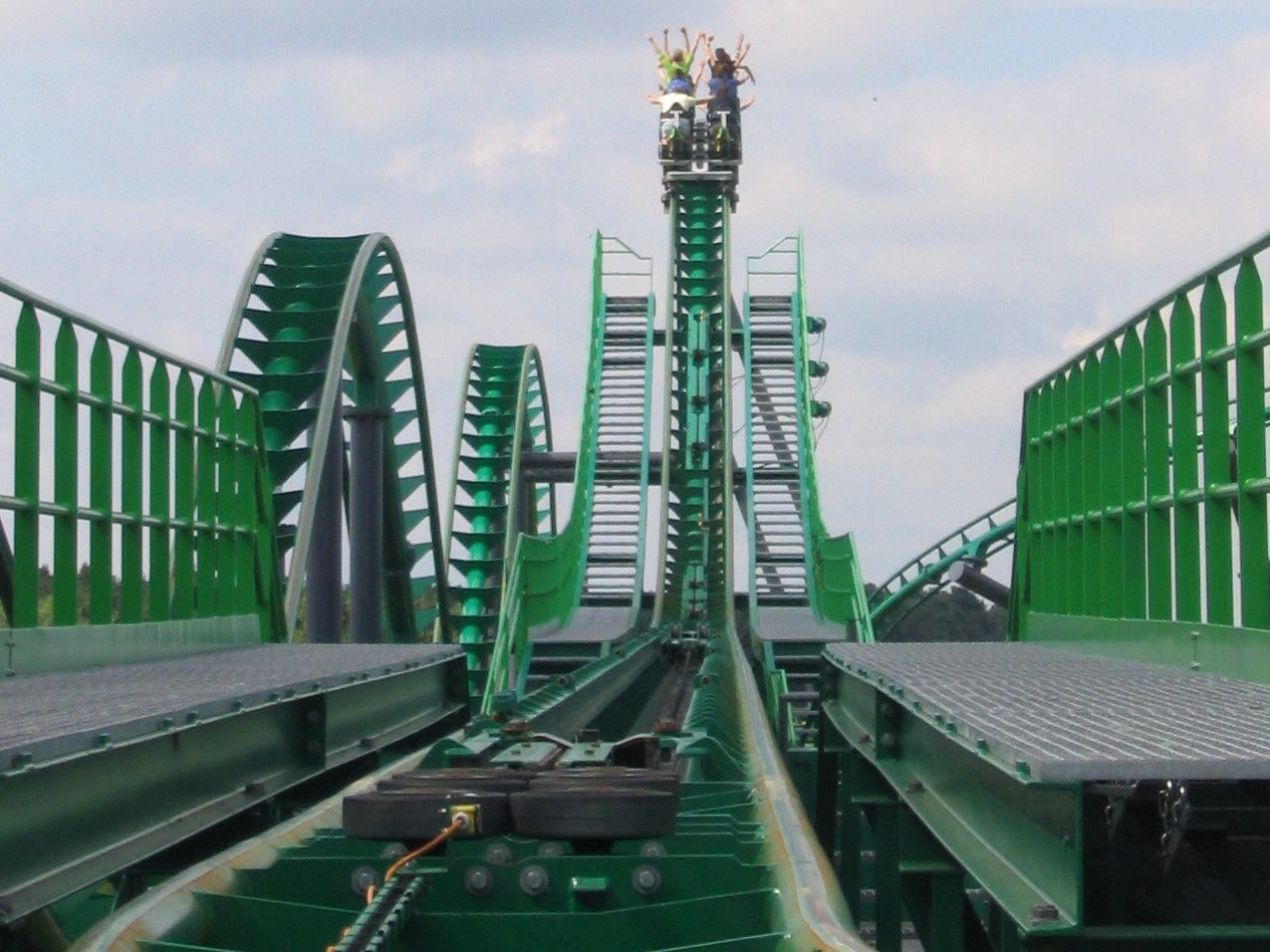
Beschleunigungsstrecke des Booster Bike im Toverland

Als Launched Coaster (dt. Katapult-Achterbahn oder Abschuss-Achterbahn) bezeichnet man eine Achterbahn, bei der der Zug nicht einen Hügel (Lifthill) hinaufbefördert wird, um dann durch Lageenergie zu beschleunigen, sondern auf einer meist geraden Strecke katapultartig beschleunigt wird. Bahnen mit mehreren solchen Beschleunigungsstrecken werden auch als Multi Launch Coaster bezeichnet.
Neben dem Typnamen Launched Coaster gibt es verschiedene herstellerspezifische Typenbezeichnungen. Intamin benennt seine hydraulisch beschleunigten Bahnen beispielsweise Accelerator Coaster.

## Antriebsarten

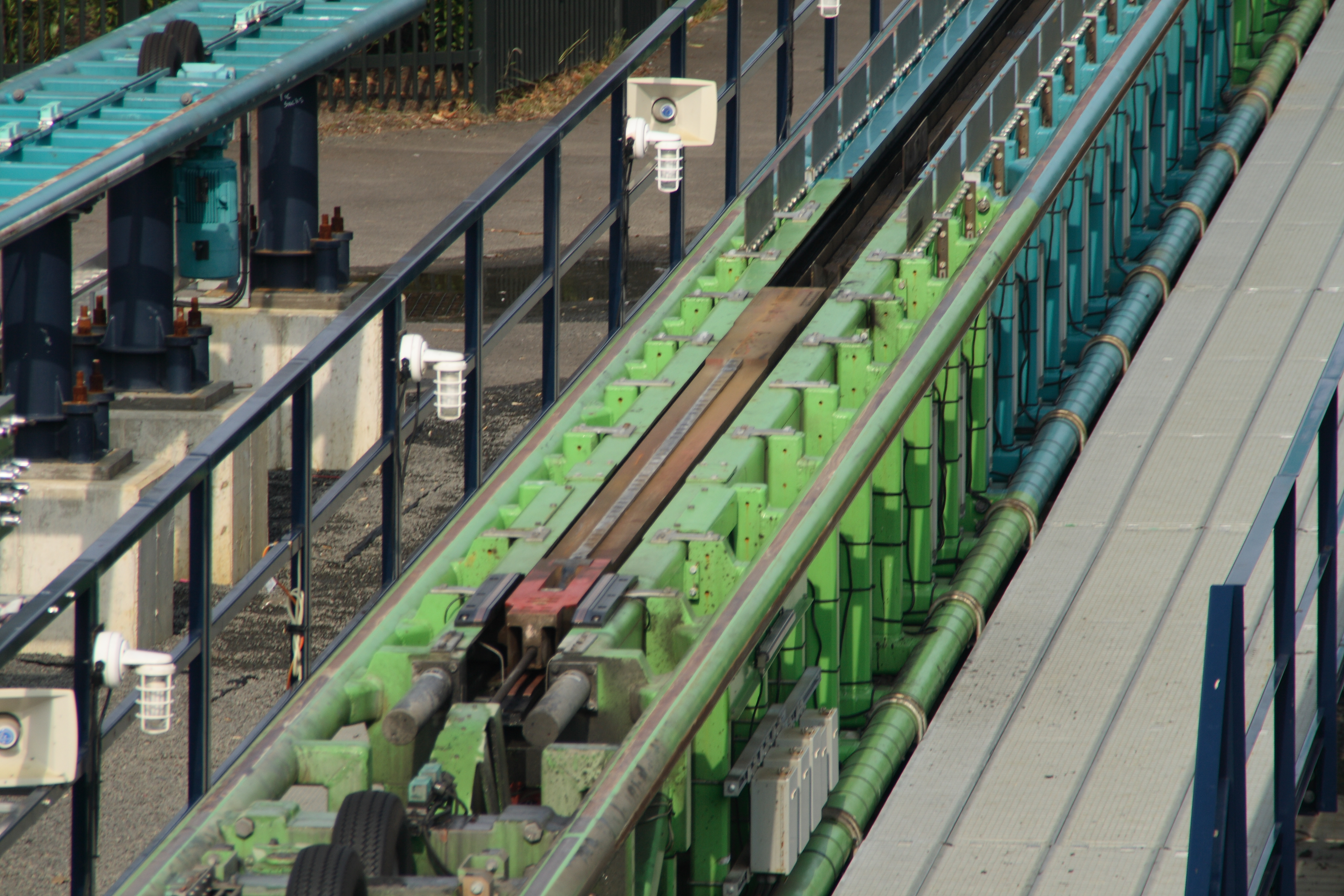
Catchcar, an welchem Züge bei bestimmten Bahnen beschleunigt werden

Für den „Abschuss“ gibt es verschiedene Antriebsarten. Üblich sind sowohl Schwungscheiben-, Pneumatik- und Hydraulik-Antriebe, als auch elektrische Traktionssysteme, wobei Letztere (wie Magnetschwebebahnen) auf dem Prinzip des Linearmotors basieren.
Bei Antrieben auf Pneumatik-, Hydraulik- oder Schwungscheibebasis wird ein an einem umlaufenden Stahlseil befestigter Mitnehmer (auch Catch Car oder Caddy genannt) an den Achterbahnzug eingehakt. Die Rollen, über die das Seil läuft, werden angetrieben und so der Zug beschleunigt. Am Ende der Beschleunigungsstrecke klinkt sich der Caddy automatisch vom Zug aus. Der Mitnehmer wird abgebremst und anschließend zurück in die Startposition gezogen.

### Schwungscheiben

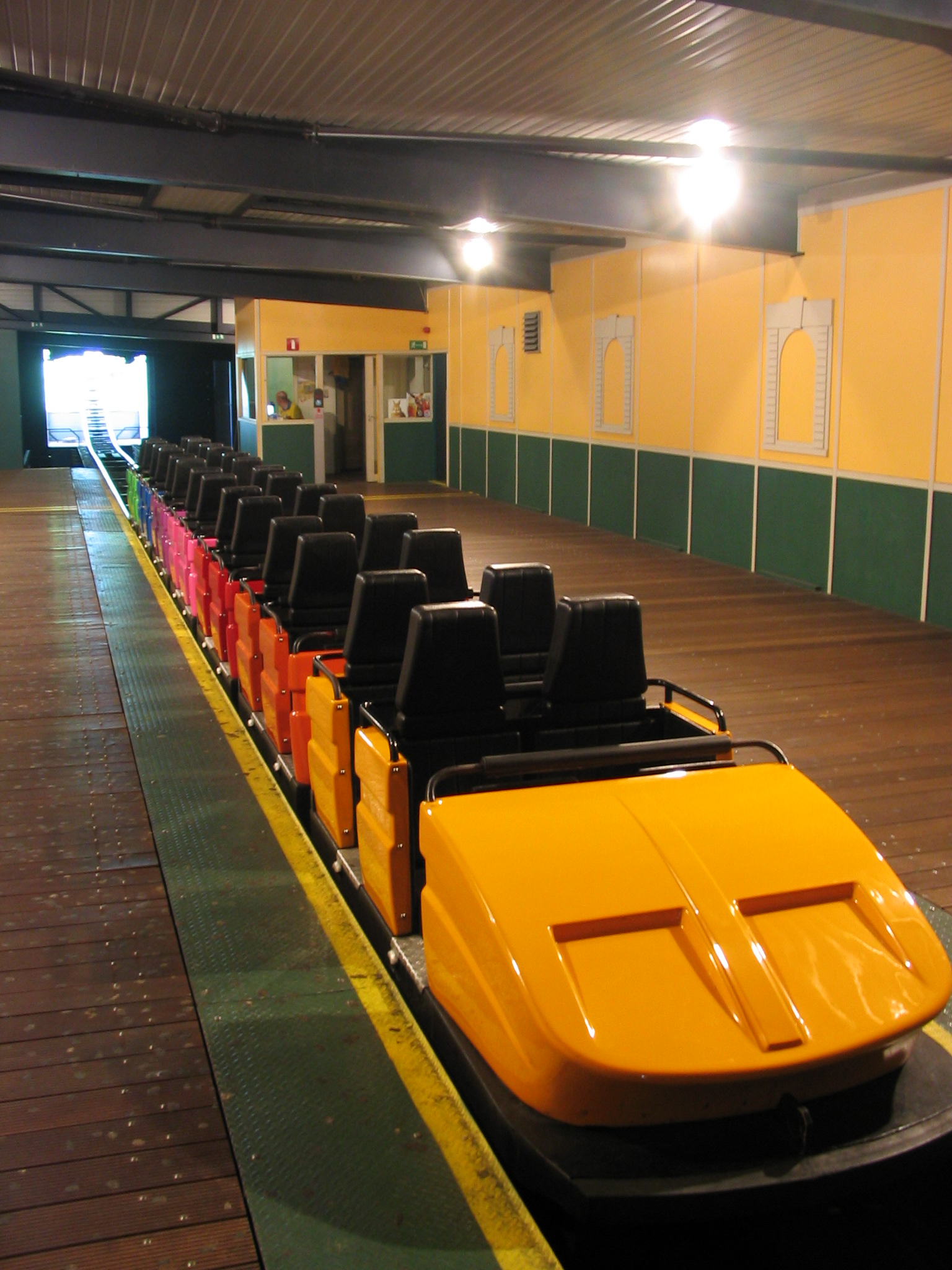
Zug eines Schwarzkopf Shuttle Loop (Turbine) in der Station

Die ersten Katapult-Achterbahnen wurden 1976 von Anton Schwarzkopf entwickelt. Die frühen Modelle des Shuttle Loop benutzten ein Gewicht, das fallen gelassen wurde, um den Zug zu beschleunigen. Bei späteren Anlagen wird eine tonnenschwere Schwungscheibe durch einen Motor beschleunigt. Zum Start wird die in der Scheibe gespeicherte Energie über eine Rutschkupplung auf ein Stahlseil und damit den Caddy übertragen.

### Seilwinde
Bei einem Launched Coaster mit elektrischer Seilwinde wird der Achterbahnzug mit Hilfe eines Seils beschleunigt, das auf einer Winde aufgewickelt wird. Die Winde wird dazu mittels eines Elektromotors angetrieben. Diese Art von Antrieb kommt hauptsächlich bei den Launched-Loop-Modellen des Herstellers Arrow Dynamics zum Einsatz. Ein weiteres Beispiel für einen Seilwindenantrieb ist Star Wars Hyperspace Mountain im Disneyland Resort Paris – Disneyland Park.

### Pneumatik
Neben der Strecke von pneumatisch angetriebenen Bahnen verläuft ein Zylinder, durch den auch das Stahlseil verläuft. Ein Schieber im Zylinder ist gegenüber dem Caddy am Stahlseil befestigt. Durch plötzlichen Druckanstieg auf der einen Seite des Schiebers wird er in die entgegengesetzte Richtung bewegt und treibt so den Zug an.
- Beispiele:
  - Dodonpa im Fuji-Q Highland (Japan) von S&S Power Inc.
  - Ring-Racer im ring°werk am Nürburgring (Deutschland) von S&S Power Inc.

### Hydraulik

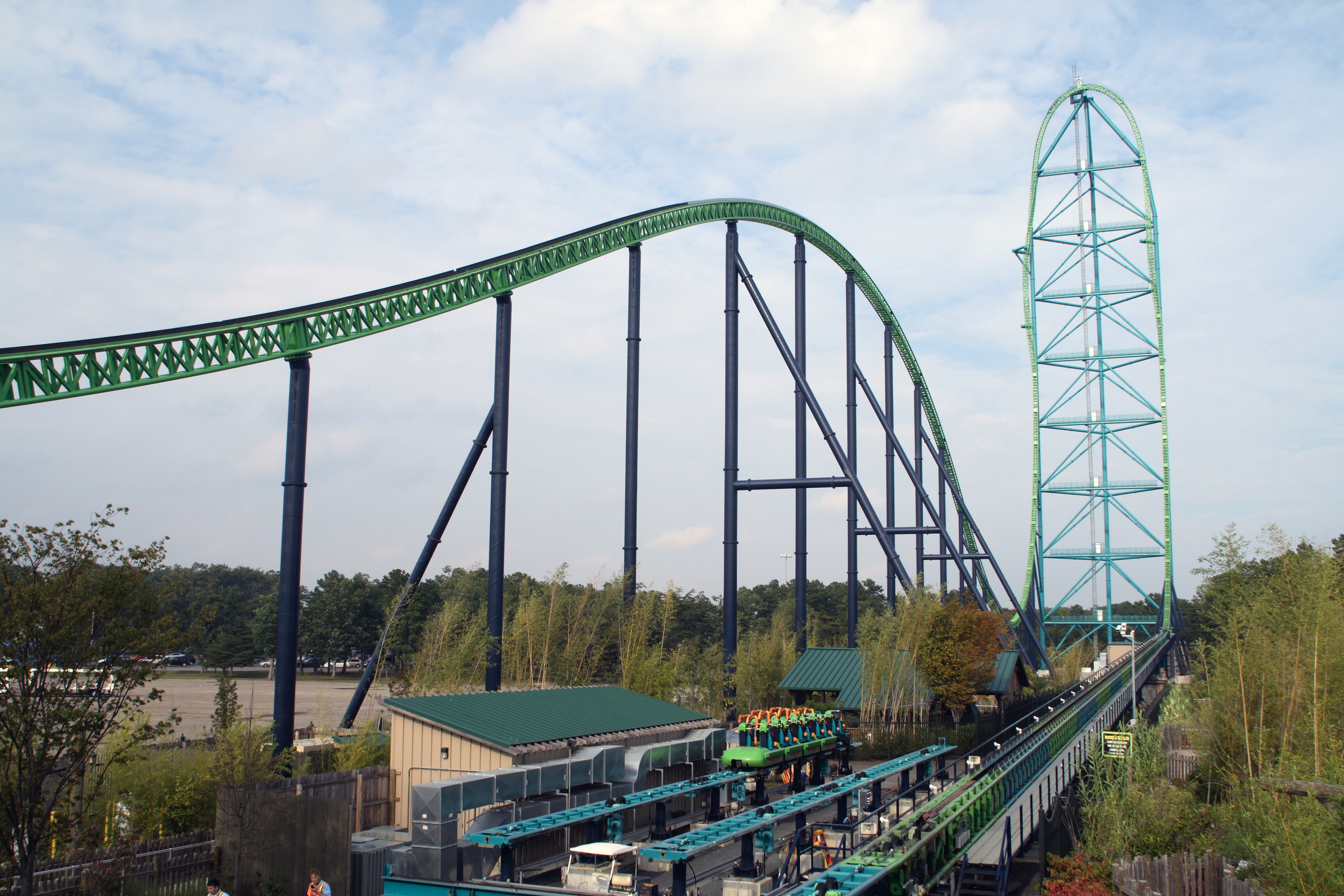
Kingda Ka mit Beschleunigungsspur

Moderne Launched Coaster verwenden als Antrieb meist ein System von Hydraulikmotoren. Hier wird eine Hydraulikflüssigkeit über Pumpen in Speicherbehälter gefördert. In weiteren Druckbehältern wird Stickstoff stark komprimiert, die nötige Energie kann so relativ langsam und gleichmäßig gespeichert werden. Beim Start drückt das komprimierte Gas das Hydrauliköl aus dem Speicher durch Leitungen auf die kreisförmig angeordneten Hydraulikmotoren. So kann sehr schnell die gesamte Energiemenge auf eine zentrale Welle übertragen werden, die dann das Stahlseil antreibt.
Bei der Weltrekordachterbahn Formula Rossa im Ferrari World Abu Dhabi erreicht der Zug mit solch einem Antrieb innerhalb von 4,9 Sekunden eine Geschwindigkeit von 240 km/h.
- Beispiele:
  - Booster Bike im Toverland (Niederlande) von Vekoma
  - Desert Race im Heide-Park Soltau (Deutschland) von Intamin AG Schweiz
  - Formula Rossa im Ferrari World (VAE) von Intamin AG Schweiz
  - Kanonen in Liseberg (Schweden) von Intamin AG Schweiz
  - Kingda Ka in Six Flags Great Adventure (USA) von Intamin AG Schweiz

### LIM/LSM

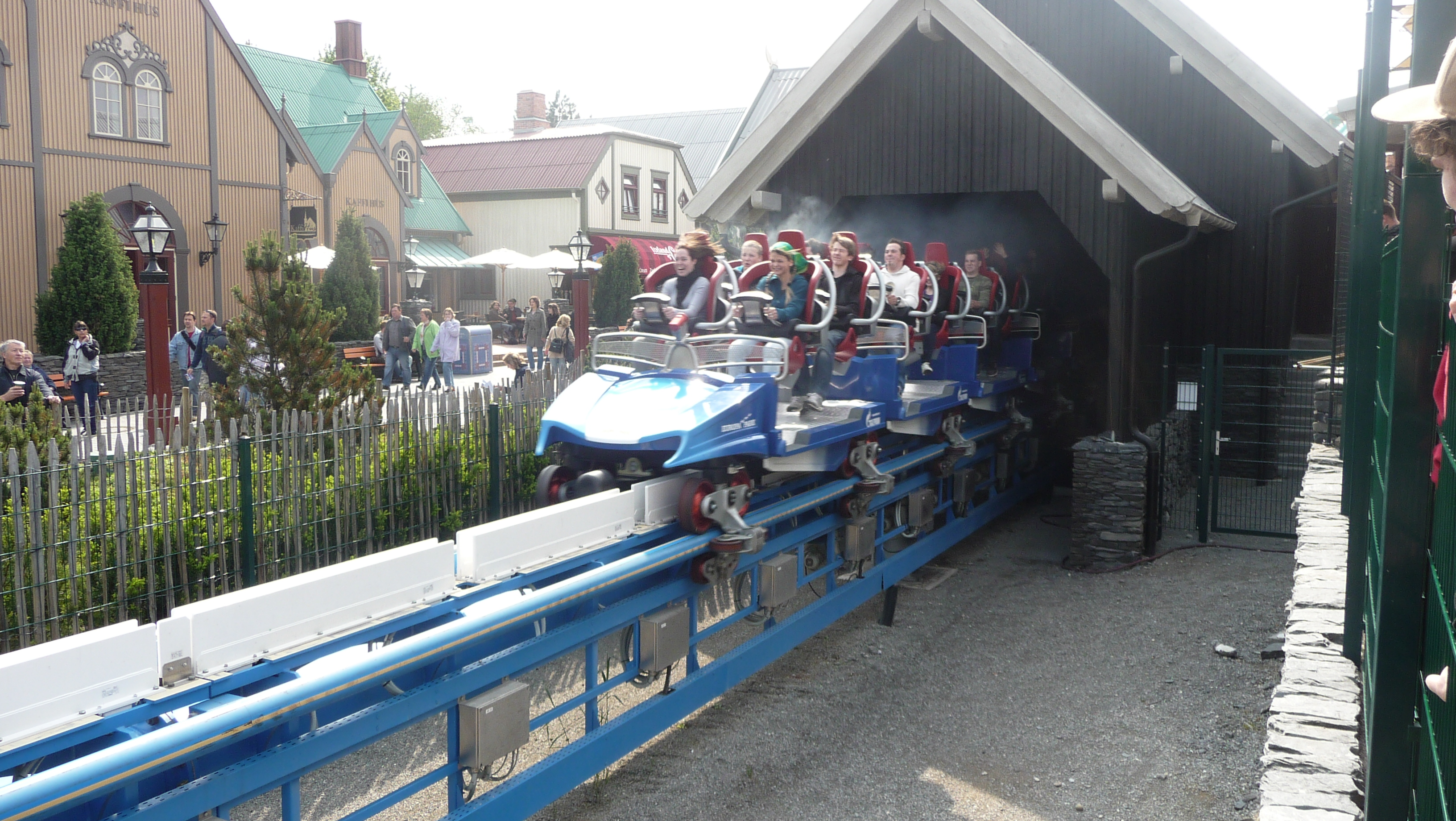
Zug auf der Beschleunigungsstrecke von Blue Fire Megacoaster; in Weiß die Statoren des Linearmotors

Die Abkürzung LIM steht für „Linearer Induktionsmotor“ bzw. LSM für „Linearer Synchronmotor“, kurz Linearmotor. Die Funktionsweise ähnelt jener eines rotierenden Elektromotors, mit dem Unterschied, dass die Elektromagnete nicht rund in einem Zylinder untergebracht, sondern flach angebracht sind. Anders als bei den anderen Antrieben wird hier kein Caddy an einem Stahlseil beschleunigt, sondern entweder der Zug oder ein Mitnehmer direkt angetrieben.
- Beispiele für LSM:
  - Blue Fire Megacoaster und Voltron Nevera im Europa-Park (Deutschland) von Mack Rides
  - Flucht von Novgorod im Hansa-Park (Deutschland) von Gerstlauer Amusement Rides, dieser besitzt zusätzlich noch einen 90° Kettenlift
  - Formule X im Drievliet Family Park (Niederlande) von Maurer Söhne
  - Star Trek: Operation Enterprise im Movie Park Germany (Deutschland) von Mack Rides
  - Taron im Phantasialand (Deutschland) von Intamin
  - F.L.Y. im Phantasialand (Deutschland) von Vekoma
  - Xpress in Walibi Holland (Niederlande) von Vekoma
  - Full Throttle in Six Flags Magic Mountain (USA) von Premier Rides
  - Karacho im Erlebnispark Tripsdrill (Deutschland) von Gerstlauer Amusement Rides
  - Sky Scream im Plopsaland Deutschland von Premier Rides
  - West Coast Racers in Six Flags Magic Mountain (USA) von Premier Rides
- Beispiele für LIM:
  - Incredicoaster im Disney California Adventure (USA) von Intamin
  - Revenge of the Mummy in den Universal Studios Hollywood, Universal Studios Florida und Universal Studios Singapore von Premier Rides
  - Wicked Twister im Cedar Point (USA) von Intamin

### Reibräder
Wenige Achterbahnen nutzen für den Abschuss eine Strecke von zunehmend schneller laufenden Reibrädern.
- Beispiele:
  - Incredible Hulk Coaster in Universal Studios Islands of Adventure von Bolliger & Mabillard
  - Jet Rescue in Sea World, Australien von Intamin
  - Juvelen im Djurs Sommerland von Intamin
  - Mahuka im Walibi Rhône-Alpes von Intamin
  - Movie Park Studio Tour im Movie Park Germany von Intamin

## Rollender Launch und Boost
Im Gegensatz zu anderen Beschleunigungsarten gibt es bei LIM, LSM und Reibrädern die Möglichkeit, die Züge nicht nur aus dem Stand heraus, sondern auch während der Fahrt zu beschleunigen. Wird der Zug aus einer geringen Geschwindigkeit heraus beschleunigt, spricht man von einem rollenden Launch. Wird hingegen bei höherer Geschwindigkeit beschleunigt, spricht man von einem Boost. Letztere werden häufig mitten auf der Strecke verbaut. Beispiele für Achterbahnen mit LSM-Boosts sind Voltron Nevera im Europa-Park oder Taron im Phantasialand.

## Multipass-Launch und -Boost
Auf manchen Achterbahnen werden die Beschleunigungsabschnitte mehrfach durchfahren. Dies kann z. B. bei Achterbahnen ohne geschlossenem Kreislauf (Shuttle Coaster), bei Achterbahnen, auf denen Weichen verbaut sind oder bei Achterbahnen, bei denen der Abschuss pendelartig erfolgt, der Fall sein. In diesem Falle spricht man von Multipass-Launches bzw. -Boosts. Beispiele für Multipass-Launches sind die Impulse Coaster von Intamin oder die Achterbahnen vom Modell Sky Rocket II von Premier Rides. Ein Beispiel für Multipass-Boost ist Toutatis im Parc Astérix.